# Cosmosoma arauna
Cosmosoma arauna là một loài bướm đêm thuộc phân họ Arctiinae, họ Erebidae.